# Marten Scheffer

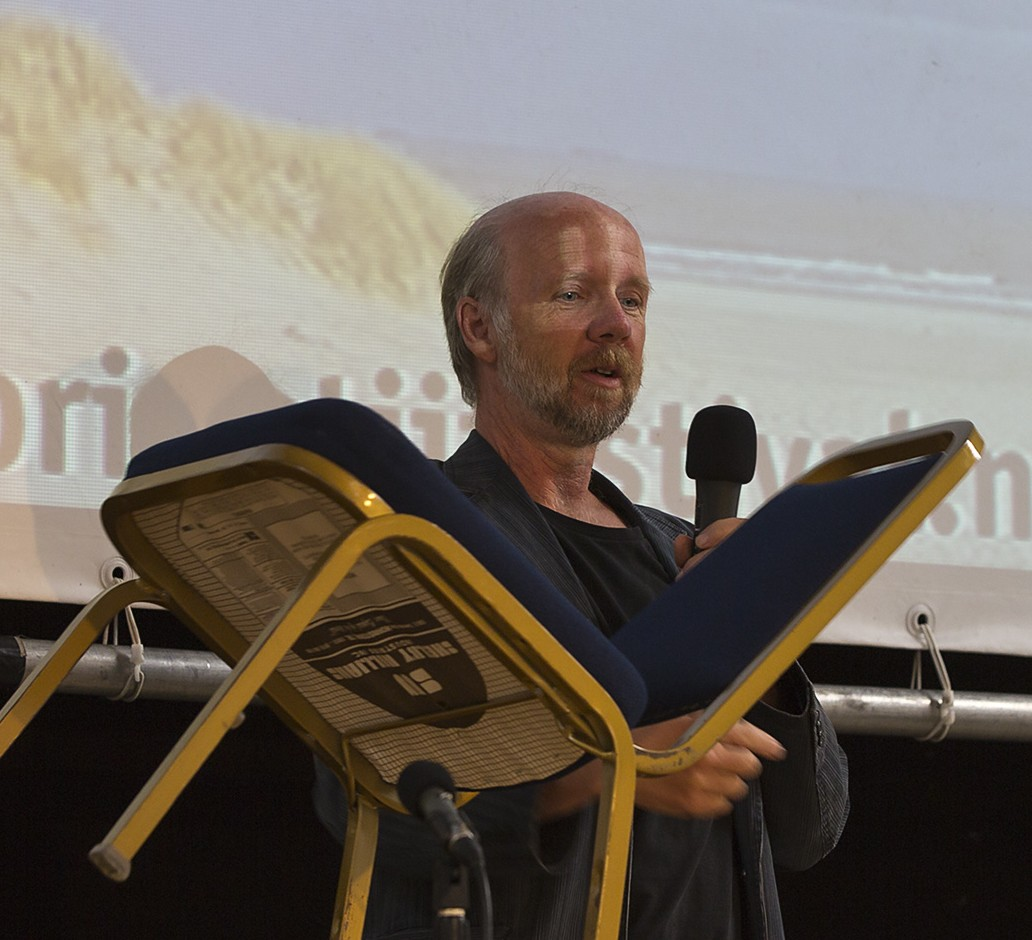
Marten Scheffer (2013) bei der Erläuterung von Tipping-Points.

Marten Scheffer (* 13. September 1958 in Amsterdam) ist ein niederländischer Ökologe und Limnologe.

## Leben und Wirken
Scheffer studierte Ökologie an der Universität Utrecht mit dem Abschluss 1985 und wurde dort 1992 promoviert. Danach war er am niederländischen wasserwirtschaftlichen Institut RIZA (Rijksinstituut voor Integraal Zoetwaterbeheer en Afvalwaterbehandeling). Er ist seit 1998 Professor für Aquatische Ökologie und Wasserqualitäts-Management an der Universität Wageningen.
Bei der Untersuchung der Ökologie von Süßwasserseen fand er, dass diese plötzlich von einem hypertrophen Zustand (dominiert von Algenpopulationen) in einen Normalzustand mit Artenvielfalt und umgekehrt umschlagen können (ausgelöst zum Beispiel durch kleine Veränderungen der Fischpopulation). Später wandte er das auch auf andere Ökosysteme (Savannen, Korallenriffe) an, wo er ähnliche kritische Punkte fand, und darüber hinaus auf andere Systeme (Klima, Gesellschaften).
Er ist Mitgründer eines interdisziplinären europäischen Forschungsinstituts Para Limes (ähnlich dem US-amerikanischen Santa Fe Institute).
2009 erhielt er den Spinoza-Preis, 2016 den BBVA Foundation Frontiers of Knowledge Award. Seit 2019 ist Scheffer ausländisches Mitglied der National Academy of Sciences.
Er hat einen h-Index von 118 (Stand Mai 2021) und wird von Thomson Reuters in der Kategorie Umwelt/Ökologie als Highly Cited Researcher geführt, womit er in seinem Fachgebiet zu den angesehensten Wissenschaftlern zählt.

## Schriften (Auswahl)

### Monographien
- Ecology of shallow lakes. Springer 2004, ISBN 978-1-4020-2306-4.
- Critical Transitions in Nature and Society, Princeton University Press 2009, ISBN 978-0-691-12204-5.

### Zeitschriftenbeiträge
- Chi Xu et al.: Future of the human climate niche. In: Proceedings of the National Academy of Sciences. 2020, doi:10.1073/pnas.1910114117.
- Will Steffen et al.: Trajectories of the Earth System in the Anthropocene. In: Proceedings of the National Academy of Sciences. Band 115, Nr. 33, 2018, S. 8252–8259, doi:10.1073/pnas.1810141115.
- Terry P. Hughes et al.: Coral reefs in the Anthropocene. In: Nature. Band 546, 2017, S. 82–90, doi:10.1038/nature22901.
- Marten Scheffer et al.: Anticipating Critical Transitions. In: Science. Band 338, Nr. 6105, 2012, S. 344–348, doi:10.1126/science.1225244.
- James A. Estes et al.: Trophic Downgrading of Planet Earth. In: Science. Band 333, Nr. 6040, 2011, S. 301–306, doi:10.1126/science.1205106.
- Marten Scheffer et al.: Early-warning signals for critical transitions. In: Nature. Band 461, 2009, S. 53–59.
- Johan Rockström et al.: A safe operating space for humanity. In: Nature. Band 461, 2009, S. 472–475, doi:10.1038/461472a.
- Marten Scheffer, Stephen R. Carpeter: Catastrophic regime shifts in ecosystems: linking theory to observation. In: Trends in Ecology & Evolution. Band 18, Nr. 12, 2003, S. 648–656, doi:10.1016/j.tree.2003.09.002.
- Marten Scheffer et al.: Catastrophic shifts in ecosystems. In: Nature. Band 413, 2001, S. 591–596, doi:10.1038/35098000.